# Clasificación académica de universidades de Latinoamérica
Clasificación académica de universidades son las listas ordenadas que clasifican y ordenan a las universidades e instituciones de educación superior e investigación, de acuerdo a una rigurosa metodología científica de tipo bibliométrico que incluye criterios objetivos medibles y reproducibles, por ello el nombre de "académica".

## Clasificaciones académicas

### Universidades latinoamericanas en la clasificación deThe Times
El diario británico The Times publica un suplemento propio llamado "Higher Education Supplement" (THES) que es una clasificación académica con una metodología objetiva y con las siguientes valoraciones: 60 % a la "calidad de la investigación", 10 % a la capacidad de que un graduado obtenga empleo, 10 % a la "presencia internacional" y 20 % al cociente estudiantes/académicos. La metodología se explica con mayor detalle aquí.
| Universidad                              | 2016        | 2017        | 2018        | 2019        | 2020        | 2021        |
| ---------------------------------------- | ----------- | ----------- | ----------- | ----------- | ----------- | ----------- |
| Universidad de São Paulo                 | 1 (201-250) | 1 (251-300) | 1 (251-300) | 1 (251-300) | 1 (251-300) | 1 (251-300) |
| Universidad Técnica Federico Santa María | 3 (401-500) | 3 (401-500) | —           | —           | —           | —           |
| Pontificia Universidad Católica de Chile | 5 (401-500) | 4 (401-500) | —           | —           | —           | —           |
| Universidad Estatal de Campinas          | 2 (351-400) | 2 (401-500) | 2 (401-500) | 2 (401-500) | —           | 2 (401-500) |
| Universidad de los Andes                 | —           | —           | —           | —           | —           | —           |
| Universidad Nacional Autónoma de México  | 4 (401-500) | —           | —           | —           | —           | —           |
| Universidad del Desarrollo               | —           | —           | —           | 3 (401-500) | 2 (401-500) | 3 (401-500) |
| Universidad Diego Portales               | —           | —           | —           | 4 (401-500) | 3 (401-500) | 4 (401-500) |
| Pontificia Universidad Javeriana         | —           | —           | —           | —           | 4 (401-500) | 5 (401-500) |

### Universidades latinoamericanas en la clasificación de la Universidad Nacional de Taiwán
La clasificación mundial de universidades basada en el rendimiento de sus trabajos científicos o NTU Ranking, es realizada por el Consejo de Evaluación de la Enseñanza Superior y Acreditación de Taiwán o HEEACT por las siglas en inglés y publicado por la Universidad Nacional de Taiwán. Evalúa las publicaciones científicas de las universidades del mundo, clasificándolas en seis campos y catorce materias.
Toma como base tres importantes criterios: productividad (que representa hasta el 25% de la puntuación), impacto (35%) y excelencia de la investigación (40%). El sistema de clasificación fue desarrollado para evaluar el desempeño académico de universidades y medir sus logros en lo que se refiere a la producción científica, comparando la calidad y la cantidad de las investigaciones producidas. La selección de las universidades se realiza a partir de la base de datos de Essential Science Indicators (ESI).
| Universidad                               | 2016      | 2017     | 2018     | 2019     | 2020     |
| ----------------------------------------- | --------- | -------- | -------- | -------- | -------- |
| Universidad de São Paulo                  | 01 (56)   | 01 (53)  | 01 (52)  | 01 (51)  | 01 (52)  |
| Universidad Nacional Autónoma de México   | 02 (241)  | 02 (240) | 02 (218) | 02 (237) | 02 (276) |
| Universidad Estatal de Campinas           | 03 (309)  | 03 (316) | 03 (305) | 03 (301) | 03 (319) |
| Universidad Estatal Paulista              | 06 (346)  | 05 (326) | 04 (314) | 04 (327) | 04 (394) |
| Universidad Federal de Río de Janeiro     | 04 (320)  | 04 (319) | 05 (332) | 05 (350) | 05 (403) |
| Universidad de Buenos Aires               | 05 (332)  | 06 (357) | 06 (377) | 06 (374) | 06 (413) |
| Pontificia Universidad Católica de Chile  | 08 (425)  | 08 (401) | 09 (416) | 08 (413) | 07 (418) |
| Universidad Federal de Río Grande del Sur | 07 (417)  | 07 (399) | 07 (392) | 07 (407) | 08 (448) |
| Universidad Federal de Minas Gerais       | 09= (456) | 10 (463) | 08 (403) | 09 (418) | 09 (467) |
| Universidad de Chile                      | 09= (456) | 09 (440) | 10 (434) | 10 (446) | 10 (480) |
| Universidad Federal de São Paulo          | —         | —        | 11 (485) | 11 (498) | —        |

### Universidades latinoamericanas en la clasificación de la Universidad Jiao Tong de Shanghái
Es una de las clasificaciones más conocidas mundialmente, se trata de un listado recopilado por un grupo de especialistas en bibliometría de la Universidad Jiao Tong de Shanghái en China. Este listado incluye las mayores instituciones de educación superior del mundo y están ordenadas de acuerdo a una fórmula que toma en cuenta: el número de galardonados con el Premio Nobel o la Medalla Fields ya sea retirados de la universidad (10 %) o activos en la misma (20 %), el número de investigadores altamente citados en 21 temas generales (20 %), número de artículos publicados en las revista científicas Science y Nature (20 %), el número de trabajos académicos registrados en los índices del Science Citation Index y el Social Science Citation Index (20 %) y por último el "desempeño per capita", es decir, la puntuación de todos los indicadores anteriores dividida entre el número de académicos de tiempo completo (10 %).
| Universidad                             | 2012 | 2013 | 2014 | 2015 | 2016 | 2017 | 2018 | 2019 | 2020 |
| --------------------------------------- | ---- | ---- | ---- | ---- | ---- | ---- | ---- | ---- | ---- |
| Universidad de São Paulo                | 1    | 1    | 1    | 1    | 1    | 1    | 1    | 1    | 1    |
| Universidad Nacional Autónoma de México | 2    | 2    | 3    | 3    | 2    | 2    | 2    | 2    | 2    |
| Universidad de Buenos Aires             | 3    | 3    | 2    | 2    | 3    | 3    | 3    | 3    | 3    |
| Universidad Estatal Paulista            | 7    | 6    | 6    | 5    | 6    | 5    | 5    | 5    | 4    |
| Universidad Estatal de Campinas         | 4    | 7    | 7    | 6    | —    | —    | 6    | 6    | 5    |
| Universidad Federal de Minas Gerais     | 5    | 4    | 4    | —    | —    | —    | —    | —    | —    |
| Universidad Federal de Río de Janeiro   | 6    | 5    | 5    | 4    | 5    | 4    | 4    | 4    | —    |
| Universidad de Chile                    | —    | —    | —    | 7    | 7    | 6    | 7    | —    | —    |

### Universidades latinoamericanas en la clasificación Webométrica del CSIC
Esta clasificación la produce el Centro de Información y Documentación, (CINDOC) del Consejo Superior de Investigaciones Científicas (CSIC) de España. El CINDOC actúa como un observatorio de ciencia y tecnología disponible en la internet. La clasificación se construye a partir de una base de datos que incluye alrededor de 11 000 universidades y más de 5000 centros de investigación. La clasificación muestra a las 3000 instituciones mejor colocadas. La metodología bibliométrica toma en cuenta el volumen de contenidos publicados en la web, así como la visibilidad e impacto de estos contenidos de acuerdo a los enlaces externos que apuntan hacia sus sitios web. Esta metodología está basada en el llamado "Factor-G" que evalúa objetivamente la importancia de la institución dentro de la red social de sitios de universidades en el mundo
| Universidad                               | Regional | Mundo |
| ----------------------------------------- | -------- | ----- |
| Universidad de São Paulo                  | 1        | 72    |
| Universidad Nacional Autónoma de México   | 2        | 128   |
| Universidad Federal de Río de Janeiro     | 3        | 239   |
| Universidad Estatal de Campinas           | 4        | 285   |
| Universidad Federal de Río Grande del Sur | 5        | 362   |
| Universidad de Chile                      | 6        | 371   |
| Universidad Estatal Paulista              | 7        | 393   |
| Universidad de Buenos Aires               | 8        | 396   |

### Universidades latinoamericanas en la clasificación URAP
El University Ranking by Academic Performance (URAP) es una clasificación mundial elaborada y publicada en Internet desde el año 2010 por la Universidad Técnica de Medio Oriente de Turquía. La clasificación muestra a las 2000 universidades mejor colocadas. La metodología toma en cuenta el número de artículos publicados en revistas científicas, el número total de citas recibidas por los artículos publicados, el recuento de documentos que cubre toda la literatura académica, el impacto científico de las revistas en las cuales la universidad ha publicado artículos, y el número total de publicaciones realizadas en colaboración con universidades extranjeras.
| Universidad                               | 2011-12  | 2012-13  | 2013-14  | 2014-15  | 2015-16  | 2016-17  | 2017-18  |
| ----------------------------------------- | -------- | -------- | -------- | -------- | -------- | -------- | -------- |
| Universidad de São Paulo                  | 01 (33)  | 01 (28)  | 01 (29)  | 01 (31)  | 01 (35)  | 01 (40)  | 01 (36)  |
| Universidad Nacional Autónoma de México   | 02 (115) | 02 (122) | 02 (139) | 02 (166) | 02 (164) | 02 (174) | 02 (174) |
| Universidad Estatal Paulista              | 06 (275) | 06 (290) | 06 (300) | 04 (244) | 04 (253) | 04 (271) | 03 (260) |
| Universidad Estatal de Campinas           | 03 (222) | 03 (249) | 05 (280) | 06 (260) | 06 (264) | 03 (269) | 04 (262) |
| Universidad Federal de Río de Janeiro     | 05 (252) | 05 (253) | 03 (246) | 05 (247) | 05 (254) | 05 (274) | 05 (269) |
| Universidad de Buenos Aires               | 04 (250) | 04 (252) | 04 (260) | 03 (237) | 03 (248) | 06 (277) | 06 (300) |
| Universidad Federal de Río Grande del Sur | 07 (292) | 07 (293) | 07 (304) | 07 (312) | 07 (316) | 07 (327) | 07 (334) |
| Pontificia Universidad Católica de Chile  | -        | 11 (400) | 10 (371) | 08 (330) | 08 (324) | 10 (367) | 08 (352) |
| Universidad de Chile                      | 08 (319) | 09 (330) | 09 (354) | 10 (387) | 10 (357) | 09 (360) | 09 (357) |
| Universidad Federal de Minas Gerais       | 09 (325) | 08 (320) | 08 (329) | 09 (341) | 09 (351) | 08 (357) | 10 (376) |
| Universidad Federal de São Paulo          | 10 (369) | 10 (392) | -        | -        | -        | -        | -        |

### Universidades latinoamericanas en la clasificación SCImago
SCImago Institutions Rankings, ha publicado su ranking internacional de instituciones de investigación a nivel mundial desde 2009, denominado SIR World Report. El SIR World Report es un trabajo del Grupo de Investigación SCImago, una organización de investigación con sede en España consistente en miembros del Consejo Superior de Investigaciones Científicas (CSIC), la Universidad de Granada, la Universidad Carlos III de Madrid, la Universidad de Alcalá, la Universidad de Extremadura y otras instituciones educativas en España. Este ranking mide áreas como resultados de la investigación, colaboración internacional, impacto y tasa de publicaciones.
| Universidad                               | 2012     | 2013     | 2014     | 2015     | 2016     | 2017     |
| ----------------------------------------- | -------- | -------- | -------- | -------- | -------- | -------- |
| Universidad de São Paulo                  | 01 (94)  | 01 (88)  | 01 (75)  | 01 (77)  | 01 (76)  | 01 (71)  |
| Universidad Nacional Autónoma de México   | 03 (386) | 02 (350) | 02 (323) | 02 (319) | 03 (313) | 02 (272) |
| Universidad Estatal de Campinas           | 02 (383) | 03 (363) | 03 (343) | 03 (336) | 02 (310) | 03 (296) |
| Universidad Estatal Paulista              | -        | -        | 06 (396) | 06 (377) | 05 (370) | 04 (339) |
| Universidad Federal de Río de Janeiro     | -        | -        | 04 (360) | 04 (363) | 04 (353) | 05 (365) |
| Universidad Federal de São Paulo          | -        | -        | -        | -        | -        | 06 (371) |
| Universidad Federal de Río Grande del Sur | -        | -        | 05 (390) | 05 (373) | 06 (388) | 07 (372) |
| Universidad Federal de Minas Gerais       | -        | -        | -        | -        | 07 (400) | 08 (387) |

## Clasificaciones parcialmente académicas
Como se mencionó anteriormente, estas clasificaciones son generalmente productos de apreciaciones subjetivas. no están basados obligatoriamente en métodos bibliométricos o científicos claros y reflejan muchas veces los promedios de las opiniones de encuestados que pueden ser individuos no necesariamente con títulos académicos o con conocimiento del conjunto de las universidades del mundo. Muchas veces estos estudios son publicados por encargo de las propias universidades con el objectivo de realizar publicidad en las épocas de los registros a las universidades. Uno de los más conocidos de estos estudios es el "U.S. News & World Report College and University rankings" el cual ha recibido todo tipo de críticas por ser subjetivo y predecible. Según San Francisco Chronicle, "la mejor universidad estadounidense de acuerdo a este tipo de estudios es la más rica". Estos estudios también han sido criticados por una plétora de instituciones entre las que destacan la Universidad de Stanford y el New York Times. En México, la tradición de publicar este tipo de suplementos en la prensa, basados en encuestas de opinión subjetivas, potencialmente manipulables y sin metodología bibliométrica lo ha iniciado el diario Reforma y Selecciones del Reader's Digest, cuyas listas claramente divergen de las que se hacen a nivel mundial basadas en criterios científicos. Este tipo de listas clasificatorias son comparables, en metodología, a cualquier otra encuesta abierta al público en general. En España las publica el diario El Mundo, y en Chile el diario El Mercurio.

### Universidades latinoamericanas en la clasificación QS World University Ranking
Un ranking elaborado en su mayor parte por opiniones de académicos es el QS World University Ranking, una clasificación mundial elaborada y publicada en Internet desde 2004 por el grupo Quacquarelli Symonds.
La clasificación QS Latin American University Rankings fue lanzada en el 2011. Entre los criterios de clasificación se incluye: opinión académica (30 por ciento), opinión de los empleadores (20 por ciento), publicaciones por miembros de las facultades, citaciones por artículos, personal académico con un PhD, relación facultad/estudiantes y visibilidad en la web (10 por ciento cada una) como un indicador. Estos criteros fueron desarrollados en consulta con expertos en América Latina, y los datos de visibilidad web provienen de cibermetría. 
| Universidad                                                 | 2025     |
| ----------------------------------------------------------- | -------- |
| Universidad de Buenos Aires                                 | 1 (71)   |
| Universidad de São Paulo                                    | 2 (92)   |
| Pontificia Universidad Católica de Chile                    | 3 (93)   |
| Universidad Nacional Autónoma de México                     | 4 (94)   |
| Universidad de Chile                                        | 5 (159)  |
| Universidad de los Andes                                    | 6 (179)  |
| Instituto Tecnológico y de Estudios Superiores de Monterrey | 7 (185)  |
| Universidad Nacional de Colombia                            | 8 (219)  |
| Universidade Estadual de Campinas                           | 9 (232)  |
| Universidade Federal do Rio de Janeiro                      | 10 (304) |
| Pontificia Universidad Católica del Perú                    | 11 (359) |
| Pontificia Universidad Javeriana                            | 12 (377) |
| Universidad de Santiago de Chile                            | 13 (461) |
| Pontificia Universidad Católica Argentina                   | 14 (481) |
| Universidad Estadual Paulista                               | 15 (489) |
| Universidad de Costa Rica                                   | 16 (497) |